# DC Shoes
DC Shoes és una companyia californiana especialitzada en calçat per a esports extrems, incloent skate, surf de neu, BMX, motocròs i surf, així com roba urbana.
DC va començar originàriament com 'Droors Clothing Footwear', però després de la venda de Droors Clothing (desapareguda actualment) la companyia es renombró com, simplement, DC Shoes.
El 10 de març de 2004, Quiksilver va adquirir DC Shoes per una suma total de 87 milions de dòlars.

## Història
La companyia es va fundar en 1993 en Vista, Califòrnia, al comtat de Sant Diego per Ken Block i Damon Way (germà major del skater professional Danny Way). Principalment perquè van contractar els serveis d'un comptable, Clayton Blehm convertint-se així en el tercer fundador de la companyia. No obstant això, Blehm es veuria embolicat nou anys després en un fosc plet juntament amb Billabong per comprar DC Shoes, la qual cosa va provocar una dura sanció econòmica a Blehm i el seu consegüent acomiadament de la companyia californiana.
Originalment, DC Shoes va néixer com “Eightball” fabricant solament samarretes exclusives per a tendes de skate, però no trigarien gaire a rebre una carta sent avisats que ja existia una empresa amb el copyright registrat a nom de “Eightball”, precisament.
(Els fundadors van crear una nova línia de roba anomenada Droors Clothing, que passaria a cridar-se Droors Clothing Footwear per acabar definitivament com a DC Shoes). La companyia aviat va rebre el suport de grups musicals com Cypress Hill, Beastie Boys, Mike Shinoda (MC de Linkin Park) Limp Bizkit o blink-182 (la seva bateria, Travis Barker, va realitzar el seu propi model de sabatilles i Mike Shinoda (MC de Linkin Park) també va realitzar les seves, les "DC MS Remix" i les "DC Travis Barker remix"), així com de revistes de surf de neu i skateboard. Així com es van introduir a Espanya amb el grup capdavanter pioner Violadors del Vers.
Els tres fundadors també van crear subcompañías com Dub Surf de neu Clothing.
DC Shoes estava fabricant material per a tot tipus d'esports extrems com skate, surf, surf de neu, BMX, motocròs i gravant videos com el DVD “The DC Video”, protagonitzat per Danny Way, skater professional i germà d'un dels fundadors, Damon Way.
La companyia i l'equip DC Surf de neu van llançar els seus propis videos en la neu. Mtn Lab va sortir al setembre de 2005, mentre que Mtn Lab 1.5 ho va fer dos anys després, a l'octubre de 2007. En aquest nou lliurament l'equip DC recorre llocs com Xile, Finlàndia, la Columbia Britànica canadenca, Suècia o Nova Zelanda. Aquest DVD, en principi, anava a ser nomenat Mtn Lab 2.0, és a dir, la seqüela de Mtn Lab, però la pobra temporada de neu a Utah va fer reconsiderar el nom i afegir-li l'irònic 1.5

### Adquisició per Quiksilver
Les vendes de sabatilles de skate representaven un 25% del total de les vendes de la companyia benvolgudes en 100 milions de dòlars. Aquestes dades van cridar l'atenció del gegant del surf, skate i surf de neu, Quiksilver, que en 2004 va comprar DC Shoes per 96 milions de dòlars, encara que no la va absorbir permetent que DC Shoes sigui avui dia independent com a marca, encara que pertanyent a Quiksilver. Els amos i fundadors de DC no ocultaven la seva alegria en reconèixer l'acord amb la companyia australiana. Ken Block, el president i un dels fundadors, va assegurar que "estem molt emocionats pel nostre acord amb Quiksilver, el número u en els esports extrems. La seva plataforma global ens permetrà amb els seus recursos fer a DC encara més fort." Al que va concloure afirmant que la negociació representa "un pas més en l'evolució del nostre negoci".

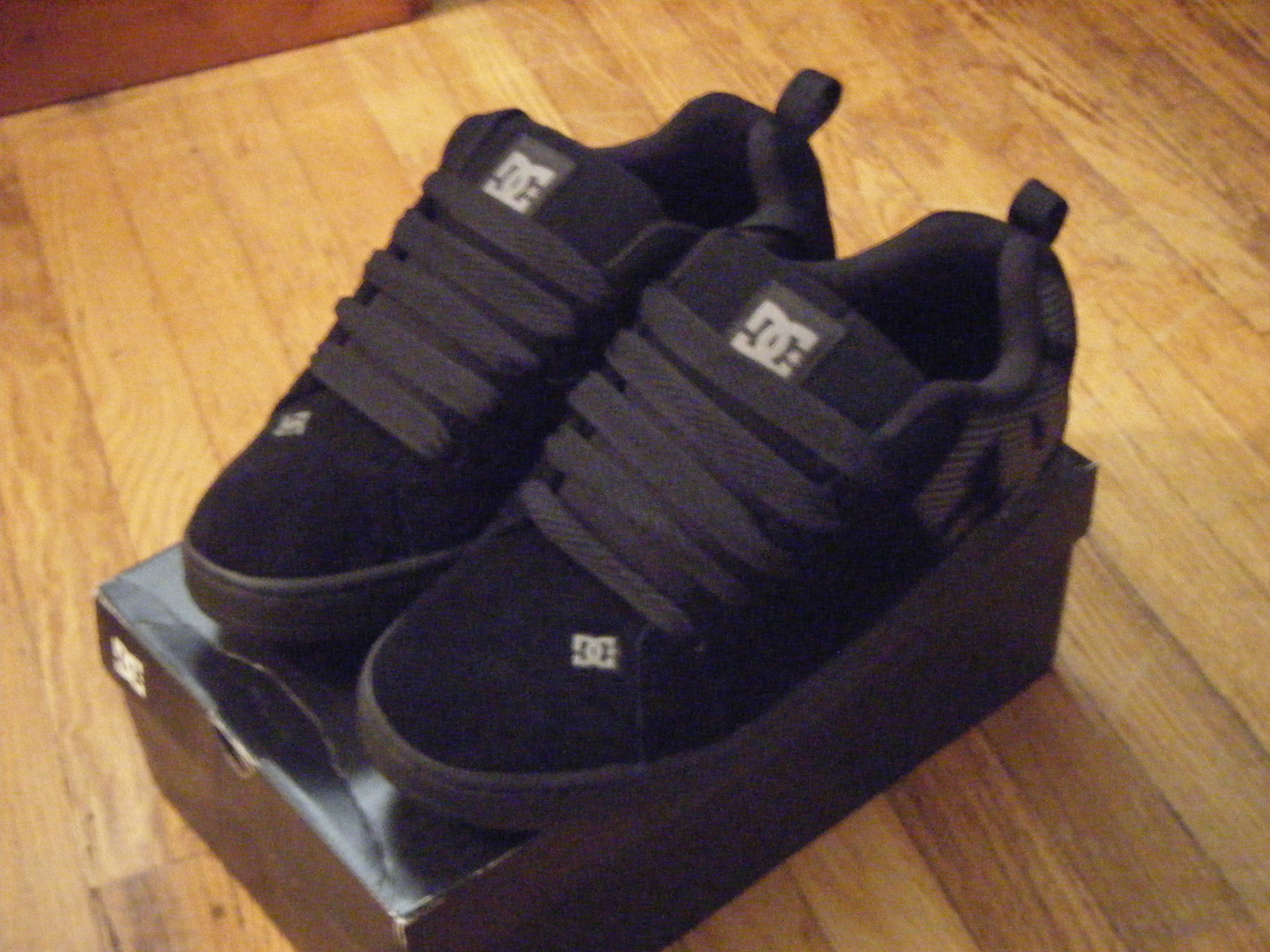
Unes sabatilles DC

Curiosament, durant la celebració per l'acord en les oficines de Quiksilver en Huntington Beach, Califòrnia, a les quals van acudir, evidentment, l'equip de DC, amics i periodistes, els amos d'ambdues companyies van reconèixer contactes entre DC i Quiksilver des de 1999, però van decidir que no era el moment adequat.
El 2 de juny de 2006, Bernard Mariette, president de Quiksilver, Inc., va anunciar a Nick Adcock com a nou president de DC Shoes. Ken Block passa a formar part de la direcció executiva i Damon Way del comitè, al costat de Adcock. El nou president ja havia ocupat diferents càrrecs en Reebok Austràlia i Reebok International, a més de portar treballant para DC des de feia tres anys, també a Austràlia. Allí va treballar més intensament al costat de Block i Way mentre s'ocupava de DC Shoes Àsia/Pacífic.
Actualment DC Shoes dona ocupació a 150 persones, distribueix en 52 països i factura cada any 250 milions de dòlars.
La companyia californiana es va convertir en la primera a obrir un skate plaça gratuït en Kettering, Ohio a principis de la dècada dels 90 i segueix patrocinant-ho actualment. En 2006 va anunciar un altre més en Shreveport, Louisiana.